# エドワード・ダンロップ
エドワード・アレクサンダー・リーパー・ダンロップ（Edward Alexander Leeper Dunlop、1968年10月20日 - ）は、イギリスの競走馬の調教師。通称エド（Ed）。父は調教師のジョン・ダンロップ。

## 来歴
ニッキー・ヘンダーソン厩舎の調教助手を3年間務めた後、アレックス・スコット厩舎の調教助手となる。1994年、スコットが元従業員に射殺されたため、エドワードはマクトゥーム・ビン・ラーシド・アール・マクトゥームのバックアップを受けて厩舎を引き継ぎ、開業した。
1996年、5月12日にターリブ（Ta Rib）でプール・デッセ・デ・プーリッシュ（仏1000ギニー）を勝ち、G1初制覇。9月7日、イクタマル（Iktamal）でスプリントカップを勝ち、イギリスG1初制覇。
2004年、ウィジャボード（Ouija Board）がブリーダーズカップ・フィリー&メアターフなどG1を3勝。同馬はカルティエ賞年度代表馬・最優秀3歳牝馬、エクリプス賞最優秀芝牝馬に選ばれた。
2005年、11月27日のジャパンカップにウィジャボードが出走。管理馬の日本初出走を果たす。レースは日本レコードの2分22秒1というタイムで決着し、ウィジャボードは勝ったアルカセット（Alkaased）から0.3秒差の5着に敗れた。次走、12月11日の香港ヴァーズには勝利し、香港G1初制覇を果たした。これが7ヶ国目のG1制覇である。
2006年、ウィジャボードが再びブリーダーズカップ・フィリー&メアターフなどG1・3勝を挙げ、カルティエ賞年度代表馬・最優秀古馬牝馬、エクリプス賞最優秀芝牝馬に選ばれた。
2010年、11月14日にスノーフェアリー（Snow Fairy）でエリザベス女王杯を優勝。日本での初勝利と共に8ヶ国目のG1制覇を果たしたが、その後検量を、調教助手が馬装具の一部を外して行っていたことが発覚し、11月17日に日本中央競馬会より厳重注意処分を受けた。
2011年、11月13日にスノーフェアリーでエリザベス女王杯を連覇。1頭の外国馬が日本の平地GIを2勝したのはこれが初めてのことである。
2012年、8月19日にスノーフェアリーでジャンロマネ賞を優勝。しかしその後の薬物検査で禁止薬物が検出されたため、スノーフェアリーは失格となった。
ウィジャボードを初め活躍馬に牝馬が多く、牝馬クラシックでは4頭で6勝を挙げているのに対し、牡馬クラシックではまだ1勝もしていない。

## 主な勝ち鞍

### イギリス
- オークス（2004年Ouija Board、2010年Snow Fairy）
- サセックスステークス（2005年Court Masterpiece）
- スプリントカップ（1996年Iktamal）
- ナッソーステークス（2001年Lailani、2006年Ouija Board）
- プリンスオブウェールズステークス（2006年Ouija Board）
- ゴールドカップ (2015年 Trip To Paris)

### その他
- アイリッシュオークス（2001年Lailani、2004年Ouija Board、2010年Snow Fairy）
- アイリッシュチャンピオンステークス（2012年Snow Fairy）
- エリザベス女王杯（2010年・2011年Snow Fairy）
- プール・デッセ・デ・プーリッシュ（1996年Ta Rib）
- フォレ賞（2005年Court Masterpiece）
- フラワーボウルインビテーショナルステークス（2001年Lailani）
- ブリーダーズカップ・フィリー&メアターフ（2004年・2006年Ouija Board）
- 香港ヴァーズ（2005年Ouija Board、2012年Red Cadeaux）
- 香港カップ（2010年Snow Fairy）